# Clémentine Delauney

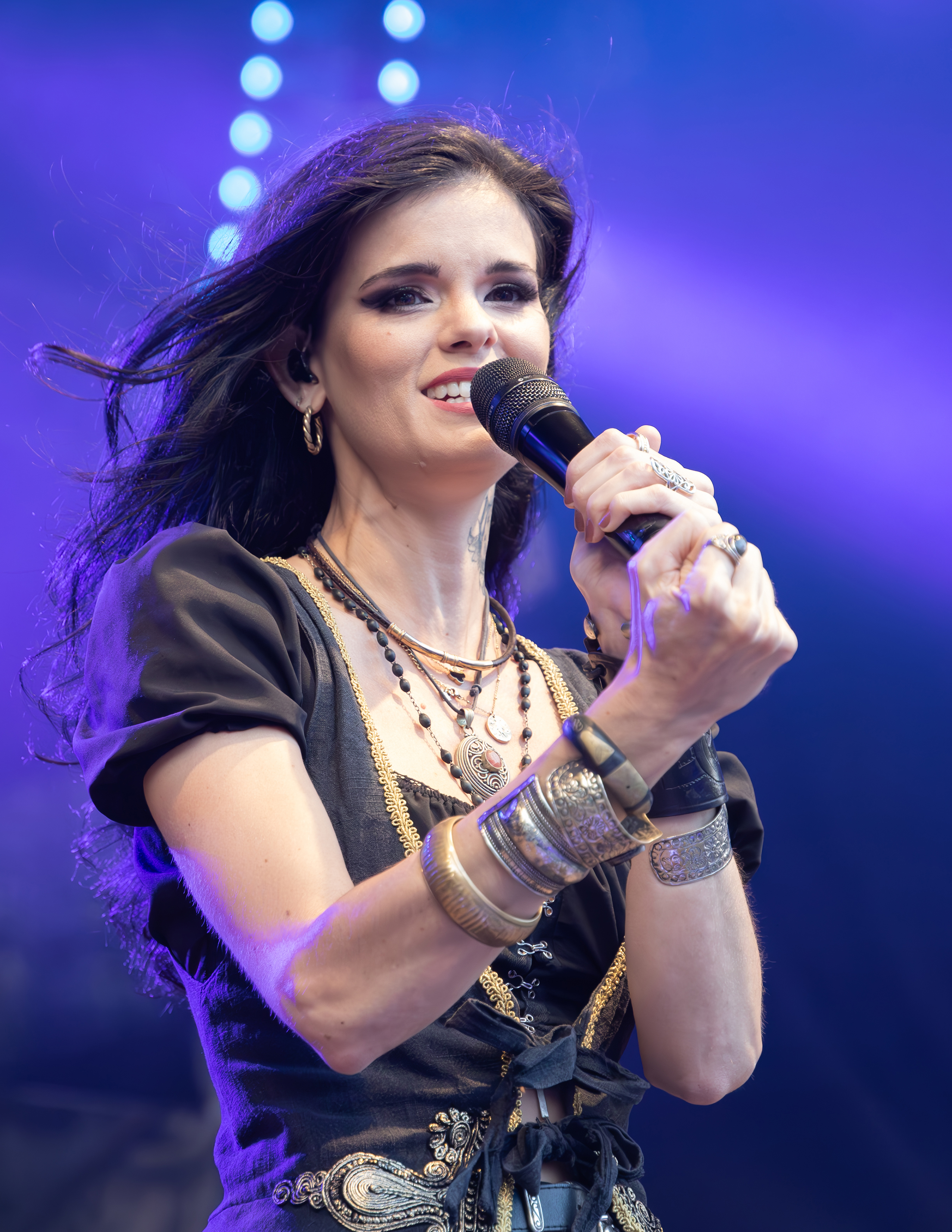
Clémentine Delauney, Metalacker Festival 2023

Clémentine Delauney (* 11. Februar 1987 in Paris) ist eine französische Metal-Sängerin. Die Sopranistin ist Leadsängerin der beiden Symphonic-Metal-Bands Visions of Atlantis und Exit Eden.

## Leben
Ihre musikalische Ausbildung begann Clémentine Delauney im Alter von 16 Jahren an der Maîtrise de l’Opéra in Lyon. In ihrer Jugend sang sie in verschiedenen Kirchenchören, darunter im Chor der Opéra National de Lyon.
Von Ende 2010 bis Anfang 2012 war sie Sängerin der französischen Symphonic-Metal-Band Whyzdom, ist jedoch auf keinem Album der Gruppe zu hören, da sie die Band vor den Aufnahmen zu deren zweiten Album Blind? verließ.
Im Jahr 2011 war Delauney außerdem Gastsängerin für Serenitys „Out of the Dark“ – Tour, bevor sie im Dezember 2013 als festes Bandmitglied vorgestellt wurde. Zusammen mit Serenity veröffentlichte sie 2013 das Album War of Ages und das daraus resultierenden Musikvideo Wings of Madness. Im selben Jahr wurde bekannt gegeben, dass sie die Band verlässt und sich nun der österreichischen Band Visions of Atlantis anschließen wird, bei denen sie bis heute aktiv ist.
Zwischen den Jahren 2013 und 2016 trat Clémentine Delauney gemeinsam mit der französischen Opern Metal-Band Melted Space auf. Sie ist zudem auf den Alben The Great Lie (VÖ 2015) und Darkening Light (VÖ 2018) als Lead- und Backgroundsängerin zu hören.
2017 gründete sie gemeinsam mit den drei Sängerinnen Amanda Somerville (Avantasia, Trillium), Marina La Torraca (Phantom Elite) und Anna Brunner (League of Distortion), die Band Exit Eden. Am 4. August 2017 veröffentlichten die Vier ihr Debütalbum Rhapsodies in Black bei Napalm Records.

### Visions of Atlantis
Am 6. Dezember 2013 wurde auf der Facebookseite von Visions of Atlantis verkündet, dass Clémentine Delauney gemeinsam mit Siegfried Samer (dieser wurde Ende 2018 durch Michele Guaitoli ersetzt) die neuen Stimmen der Band sein werden.
Es folgten diverse Liveauftritte, bevor im Jahr 2016 die EP Old Routes – New Waters veröffentlicht wurde, auf der Delauney und Samer einige der größten Hits der Band neu vertonten.
2018 folgte das sechste Album der Band, an dem sie sich nicht nur als Sängerin, sondern auch als Hauptsongwriterin zusammen mit Sänger Siegfried Samer beteiligte.
Sie agiert nicht nur als Texterin für die Band, sondern ist ebenfalls für das gesamte kreative Universum von Visions of Atlantis verantwortlich. So entstammen die Ideen der Musikvideos, Fotoshootings und Kostüme der Gruppe größtenteils ihrer Kreativität, welche sie in den folgenden Jahren und mit den Studioalben Wanderers (VÖ 30. August 2019) und Pirates (VÖ 13. Mai 2022) immer wieder unter Beweis stellte. Am 5. Juli 2024 veröffentlichte die Band ihr 9. Studioalbum Pirates II: Armada, zu dem Delauney abermals alle Songtexte schrieb.

### Exit Eden
2016 gründete Delauney, zusammen mit Amanda Somerville, Marina La Torraca und Anna Brunner, die Metal-Coverband. Die Band coverte Titel wie Unfaithful (Rihanna), Impossible (Shontelle), Incomplete (Backstreet Boys), Paparazzi (Lady Gaga), Total Eclipse of the Heart (Bonnie Tyler) und A Question of Time (Depeche Mode), welche als Musikvideos veröffentlicht wurden. Das Debütalbum Rhapsodies in Black wurde am 4. August 2017 via Napalm Records veröffentlicht.
Zusammen mit Exit Eden hatte Delauney einige Auftritte, unter anderem beim Wacken Open Air 2018. Am 24. Oktober 2023 erschien das Musikvideo Run feat. Marco Hietala. Das zweite Album der Band erschien am 12. Januar 2024. Noch vor dem Albumrelease wurden zwei weitere Musikvideos auf YouTube veröffentlicht: Separate Ways (11. Dezember 2023), ein Journey-Cover, und Femme Fatal (10. Januar 2024).

## Diskografie
- 2011: Myrath – Tales of the Sands (Gastgesang auf Under Siege)
- 2013: Serenity – War of Ages (Hintergrund-Gesang/Duettgesang)
- 2015: Melted Space – The Great Lie (Rolle „The Fates“)
- 2016: Visions of Atlantis – Old Routes – New Waters (Gesang)
- 2016: Hansen & Friends – XXX – Three Decades in Metal (Gastgesang)
- 2017: Exit Eden – Rhapsodies in Black (Sängerin)
- 2017: Hansen & Friends – Thank You Wacken Live (Gastgesang)
- 2018: Visions of Atlantis – The Deep & The Dark (Gesang)
- 2018: Melted Space – Darkening Light (Gesang)
- 2019: Visions of Atlantis – The Deep & The Dark Live (Gesang)
- 2019: Visions of Atlantis – Wanderers (Gesang)
- 2020: Leaves’ Eyes – Black Butterfly (Gastgesang, Single aus The Last Viking)
- 2020: Clémentine Delauney – The Violence Within (Soloprojekt auf Patreon[14])
- 2020: Visions of Atlantis – A Symphonic Journey to Remember (Gesang)
- 2022: Visions of Atlantis – Pirates (Gesang)
- 2022: Tarja – Best Of – Living the Dream (Gastauftritt)
- 2022: Serenity – Memoria Live (Gastauftritt)
- 2023: Visions of Atlantis – Pirates over Wacken Live (Gesang)
- 2024: Exit Eden – Femmes Fatales (Gesang)
- 2024: Visions of Atlantis – Pirates II Armada (Gesang)
- 2024: dArtagnan – Herzblut (Gastgesang bei The Riddle)

## Trivia
Clémentine Delauney stand als Gastsängerin gemeinsam mit Kai Hansen (Helloween) zur Feier seiner langjährigen Karriere und seines ersten Albums XXX auf der Bühne beim Wacken Open Air 2016.
Sie war Gastsängerin für Kamelots Lied Sacrimony (Angel of Afterlife) auf deren „The Shadow Empire“–Tour 2019 sowie während der 70000 Tons of Metal 2023.
Im Februar 2020 trat Delauney mit Tarja Turunen (Ex-Nightwish) im Rahmen Tarjas 15-Jahre-Jubiläumsshow auf.
Seit dem 11. Februar 2021 ist Clementine Delauney auf Patreon aktiv und gewährt Einblicke in die Welt von Visions of Atlantis, Exit Eden und in ihr Künstlerleben.
Für Visions of Atlantis’ Lied A Life of Our Own bekamen die Band und Delauney die Goldene Schallplatte für Verkäufe in Tschechien.
Die Sängerin war zweimal auf dem Cover der deutschen Musikzeitschrift Sonic Seducer zu sehen: Ausgabe 06/2022 und Ausgabe 07–08/2024.